# Tempobeurs
De tempobeurs was een vorm van Nederlandse studiefinanciering die werd ingevoerd per september 1993 tijdens het Kabinet-Lubbers III door de Minister van Onderwijs en Wetenschappen Jo Ritzen, bij wet van 2 juli 1993. Het bracht voor het eerst een koppeling aan tussen de studiefinanciering en de studievoortgang van studenten binnen het hoger onderwijs. Het beoogde een eind maken aan het verschijnsel van de spookstudent en zou studenten moeten dwingen sneller te studeren. Men verwachtte dat de invoering minimaal jaarlijks 100 miljoen gulden zou opleveren.
De tempobeurs bestond uit een basisbeurs en, afhankelijk van het inkomen van de ouders van de desbetreffende student, een aanvullende beurs. Daarnaast was er nog de mogelijkheid om te lenen, waarbij de rente van de lening werd berekend vanaf de maand van uitbetaling. Over het algemeen kon men 5 jaar in aanmerking komen voor deze tempobeurs.
Deze basis- en eventuele aanvullende beurs werd echter als voorwaardelijke gift uitbetaald; als een student elk jaar voldoende studiepunten haalde werd het definitief een gift, maar als men onder deze norm bleef, werd de tempobeurs achteraf omgezet in een lening die je na de studie moest terugbetalen. Rente hierover werd pas berekend per 1 januari van het daaropvolgende jaar. 
Bij de tempobeurs hoorde ook een OV-studentenkaart, waarbij men kon kiezen tussen een week- en weekendkaart. 

## Tempobeursnorm
Over een geheel studiejaar gemeten was de norm in het studiejaar 1993-1994 en 1994-1995, dat men ten minste 10 van de 42 (oude) studiepunten moest behalen, oftewel zo'n 25 procent van de totale studielast.
Toen echter bleek dat deze 25 procent norm een minimaal effect had, ging men in het studiejaar 1995-1996  over tot het verhogen naar 50 procent van de jaarlijkse studielast; oftewel 21 (oude) studiepunten, ofwel 30 ECTS studiepunten.
Per september 1996 werd de tempobeurs vervangen door de prestatiebeurs.